# Джеймс Ангус Гіллан
Джеймс Ангус Гіллан (англ. James Angus Gillan;нар. 11 жовтня 1885 — пом. 23 квітня 1981) — британський веслувальник та колоніальний чиновник, шотландського походження, дворазовий олімпійський чемпіон.

## Життєпис
Джеймс Ангус Гіллан народився в місті Абердин, Шотландія. Здобув освіту в Единбурзькій академії та коледжі Магдалени Оксфордського університету.
Джеймс Гіллан служив у Судані протягом тридцяти років, став Цивільним секретарем в 1934 році. Був нагороджений орденом Святого Михайла та Святого Георгія у 1935 та орденом Британської імперії в 1939 році. Після Другої світової війни, Гіллан очолював імперський відділ при Британській Раді та відігравав важливу роль в організації літніх Олімпійських іграх в Лондоні 1948 року. У 1949 році він покинув Colonial будильник і не став представником «Британської Ради» в Австралії. У 1951 році повернувся в Англію, був головою «Королівської заокеанської ліги» з 1955 по 1962 роки.
Помер Джеймс Ангус Гіллан в Леї, графство Суррей, у віці 95 років.

## Спортивна кар'єра
Джеймс Ангус Гіллан виступав у перегонах човнів Оксфорд-Кембридж за Оксфордський університет у 1907 році, але не виступав вже у 1908 році на перегонах через сильний напад грипу. Він також веслував за свій коледж та чотири рази вигравав «Stewards' Challenge Cup», «Visitors' Challenge Cup» у «Королівській регаті Генлі» 1907 та 1908 років.
Екіпаж коледжу Магдалина була обрана захищати честь Великої Британії на Літніх Олімпійських іграх 1908 року в Лондоні. Джеймс Гіллан був у четвірці разом з Кольєром Кадмором, Джоном Сомерс-Смітом та Дунканом Маккінноном. Екіпаж виграв золоту медаль для Великої Британії. Гіллан знову гребли в Оксфорд у веслуванні в 1909.
У 1909 році Джеймс Гіллан приєдналися до клубу «Sudan Political Service», але повернувся у 1911 році в «Leander Club» та був у складі екіпажу, який виграв «Grand Challenge Cup» в Генлі. 1912 року був членом британської вісімки яка виграла золоту медаль у академічному веслуванні на літніх Олімпійських іграх в Стокгольмі.

### Виступи на Олімпіадах
| Олімпіада      | Дисципліна        | Місце |
| -------------- | ----------------- | ----- |
| Лондон 1908    | чоловіча четвірка | 1     |
| Стокгольм 1912 | чоловіча вісімка  | 1     |